# Gaberje
 Gaberje  es un pueblo en las colinas al sur del valle de Vipava en el municipio de Ajdovščina, de la región del litoral esloveno en Eslovenia. Fue mencionado por primera vez en documentos escritos que datan de 1367.

## Cambio de nombre
El nombre de la población ha cambiado de  Gabrje  a  Gabrje Gaberje  en 1987.

## Iglesia
La iglesia parroquial en el asentamiento está dedicada a Saint Martin y pertenece a la Diócesis de Koper Su puerta lleva la fecha de 1670, que es la fecha de la ampliación y reforma de una iglesia mucho más antigua en el sitio.